# Райманово (Туймазинський район)
Райма́ново (рос. Райманово, башк. Райман) — село у складі Туймазинського району Башкортостану, Росія. Входить до складу Тюменяківської сільської ради.
Населення — 970 осіб (2010; 817 у 2002).
Національний склад:
- башкири — 58 %
- татари — 29 %